# CM-213
La CM-213 es una carretera autonómica de primer orden de la provincia de Guadalajara (España) que transcurre entre Cillas (Rueda de la Sierra) y el límite con la provincia de Zaragoza por Embid, donde enlaza con la A-211. Pertenece a la Red de Carreteras de la Junta de Comunidades de Castilla-La Mancha.
Es una carretera convencional de una sola calzada con un carril por sentido. Atraviesa las localidades de Cillas, Tortuera y Embid, además de cruzar el río Piedra y el espacio natural de las lagunas y parameras del Señorío de Molina.